# シニ・ガイ文化
シニ・ガイ文化（シニ・ガイぶんか、ロシア語: Синегайская культура）とは、沿海州南西部の青銅器時代の文化で、ハンカ湖周辺（ウスリー地方）に位置する。紀元前10世紀から紀元前5世紀にかけての文化である。チェルニゴフカ地区のシニ・ガイ村にちなんで名づけられた。

## 歴史
この文化は紀元前1000年紀の前半にまたがり、紀元前2000年紀の終わりか紀元前1000年紀の初めにハンカ湖周辺に出現した。

## 生活様式
丘の上の集落に大きな住居があるのが特徴である。生業はキビの栽培、狩猟、川やハンカ湖での漁業が基本である。この文化には多くの武器があり、集落には城壁や溝を持つ要塞があることから、この地域では軍事衝突が発生していた可能性がある。ザイサノフカ文化期から居住していたシニ・ガイをはじめ、ルビノフカ（ポグラニチニ地方）、ハンカ湖畔（ハリンスカイア遺跡）など、数多くの遺跡が発見されている。
住民は農業に従事し、穀物用の臼を使用し、粟や黒米を栽培していた。収穫用のナイフ、臼、杵の出土はその証拠である。家畜の飼育は主に豚が中心であったが、牛も飼育されていた。他に漁業や狩猟も行われていた。彼らは動物の儀式を行い、この地域で初めて太陰暦を使い始めた。これは中国との交易によって流入したものであると考えられている。また、シニ・ガイで豚が仰向けに埋葬されていたことや、豚の像をかたどったペンダントが見つかっていることから、豚が崇拝されていたと考えられている。アナグマやシカも崇拝されていた可能性がある。

## 遺跡と発掘
シニ・ガイ遺跡は最も重要な遺跡のひとつで、円盤や道具など21点の青銅器が発掘された。生活用品のほか、弓、矢、短剣、盾などの武器も発見された。短剣の中には、中央アジアのカラスク文化との交流を示すものもある。農業関連では、鋤、鍬やその他の農具がいくつか発見された。さらには、おそらく玩具として使われたと思われる遺物も発見された。カリーネ遺跡は、人工の堀に囲まれた丘の上にあった。住居は非常に密接しており、初めて石造りの壁が使われた。中にはアーチ型の屋根の家もあった。
主な遺跡は以下の通り :
- シニ・ガイ-A 2
- ノヴォヘオルキエフカ
- チェルニアティノ
- シネルニコヴォ
- ゾロトイ・コロス
- ノヴォシェリヒチェ

## 関連
- 粛慎、沃沮、濊貊、夫余 - 後に周辺地域に住んだとされる諸民族